# جيريمي كلاينر
جيريمي كلاينر (بالإنجليزية: Jeremy Kleiner)‏ هو مخرج منفذ ومنتج أفلام أمريكي، ولد في 1976.

## وصلات خارجية
- جيريمي كلاينر على موقع IMDb (الإنجليزية)
- جيريمي كلاينر على موقع بوكس أوفيس موجو (الإنجليزية)
- جيريمي كلاينر على موقع قاعدة بيانات الفيلم (الإنجليزية)